# Urartu
Urartu (armensko: Ուրարտու - Urartu, asirsko:  māt Urarṭu;  babilonsko: Urashtu), ki ustreza svetopisemskemu kraljestvu Ararat (armensko: Արարատյան Թագավորություն) ali Kraljevini Van (armensko: Վանի Թագավորություն, Urartsko: Biai, Biainili ) je bilo železnodobno kraljestvo s središčem ob jezeru Van v armenskem višavju.
Strogo gledano je Urartu asirski izraz za geografsko regijo, medtem ko "Kraljevina Urartu" ali "dežela Biainili" izraz, ki se uporablja v sodobnem zgodovinopisju za urartsko govoreče železnodobne države, ki so nastale v tej regiji. Ta jezik se pojavi v napisih. Čeprav ne obstajajo pisna dokazila o katerem koli drugem jeziku, ki bi se govoril v tem kraljestvu, so jezikovni dokazi, da je proto-armenski jezik prišel v stik z urartščino že zgodaj. 
Da je treba razlikovati med geografskim in političnim subjektom je poudaril že König (1955). Pokrajina ustreza gorati planoti med Azijo, Mezopotamijo, iransko planoto in gorami Kavkaza, kasneje znana kot armensko višavje. Kraljestvo se je sredi 9. stoletja pred našim štetjem povzpelo na oblast, a zasedlo Medijo v začetku 6. stoletja pred našim štetjem. Dediči Urartu so Armenci in njihova zaporedna kraljestva 

## Ime
Ime Urartu prihaja iz asirskih virov: asirski kralj Šalmaneser I. (1263-1234 pr. n. št.) je zabeležili akcijo, v kateri je zasedel celotno ozemlje.  Šalmaneser uporablja ime Urartu za celotno geografsko regijo in ne kraljestvo in imena osmih "dežel", vsebovanih v Urartu (ki je v času kampanje še vedno neenotno). "Urartu" je sorodno z bibličnim "Ararat", akadskim "Urashtu" in armenskim "Ayrarat". Ime, ki ga lokalno prebivalstvo uporablja kot toponim je Biainili (ali Biaineli), ki tvori koren armenskega Վան ("Van") , zato imena "Kraljevina Van (Bianili)" ali "Vansko kraljestvo".
Učenjaki, kot je Carl Ferdinand Friedrich Lehmann-Haupt (1910) verjamejo, da so ljudje Urartu sebe imenovali Khaldini po svojem bogu Khaldi.  Boris Piotrovsky je zapisal, da "so se Urarti prvič v zgodovini pojavili v 13. stoletju pred našim štetjem kot liga plemen ali držav, ki še niso predstavljala enotne države. V asirskih kronikah je izraz Uruatri (Urartu) kot ime za to ligo nadomeščeno v daljšem obdobju z izrazom "dežela Nairi".  Drugi učenjaki  menijo, da je Urartu akadska variacija Ararat iz Stare zaveze. Dejansko se gora Ararat nahaja v starem Urartskem ozemlju, približno 120 km severno od nekdanjega glavnega mesta. Poleg tega, da se nanaša na znamenito biblično goro Ararat, se pojavlja tudi kot ime kraljestva v Jeremija 51:27, omenjeno skupaj z Manejci in Aškenazi.
V začetku 6. stoletja pred našim štetjem je bilo Urartsko kraljestvo nadomeščeno z armensko dinastijo Orontid. Behistunski napis v treh jezikih, vklesan 521 ali 520 pred našim štetjem s sklepom Dareja Velikega iz Perzije, se država v asirščini imenuje Urartu, Arminiya v stari perzijščini in Harminuia v elamščini.
Shubria je bila del Urartu konfederacije. Kasneje pa se je sklicevala na okrožje v območju imenovanem Arme ali Urme, ki so ga nekateri znanstveniki povezali z imenom Armenija. 

## Geografija
Urartu je obsegal površino približno 520.000 km², ki se je raztezala od reke Kura na severu, do severnega vznožja gorovja Taurus na jugu in od reke Evfrat na zahodu do Kaspijskega morja na vzhodu. 
Po svoji apsidi je Urartu segal od meje severne Mezopotamije na južnem Kavkazu, vključno današnja Armenija in južna Gruzija do reke Kura. Arheološka območja znotraj teh meja vključujejo Altintepe, Toprakkale, Patnos in Haykaberd. Urartu utrdbe so Erebuni (današnje mesto Erevan), trdnjava Van, Argištihinili, Anzaf, Hajkaberd in Başkale, kot tudi Teišebaini (danes Karmir Blur) in druge.

## Odkritja
Navdihnjen s spisi srednjeveškega armenskega zgodovinarja Mojses Korenacija (ki je opisal Urartska dela v Van in jih pripisal legendarnemu Ara Geghetsiku, armenskemu patriarhu in princesi Semiramidi, je francoski znanstvenik Jean Saint-Martin je predlagal, da njegova vlada pošlje Friedricha Eduarda Schulza, nemškega profesorja, na območje Van leta 1827 v imenu francoske Oriental Society. Schulz je odkril in kopiral številne klinopisne napise, delno v asirščini in delno v doslej neznanem jeziku. Schulz je tudi ponovno odkril stelo Kelishin, ki nosi asirsko-urartski dvojezični napis, ki se je nahajala na prelazu Kelishin na trenutni iraško-iranski meji. Povzetki njegovih začetnih odkritij so bili objavljeni leta 1828. Schulz in štirje njegovi uslužbenci so bili umorjeni od Kurdov leta 1829 blizu Başkale. Njegovi zapiski so kasneje odkrili in jih objavili v Parizu leta 1840. Leta 1828 je britanski asiriologist Henry Creswicke Rawlinson poskušal kopirati napis na steli Kelishin, vendar ni uspel zaradi ledu na sprednji strani stele. Nemški učenjak R. Rosch je podobno poskušal nekaj let kasneje, a tudi on in njegova stranka sta bila napadena in ubita.
V poznih 1840 je sir Austen Henry Layard preučil in opisal Urartske v skalo vrezane grobnice v gradu Van, vključno s komoro Argištisa I.. Od 1870 dalje so lokalni prebivalci začeli plenjenje ruševin Toprakkale in prodajati artefakte evropskim zbirateljem. V 1880-tih je ta lokacija doživela izkopavanja, ki jih je organiziral Hormuzd Rassam v imenu British Museum. Skoraj nič ni bilo ustrezno dokumentirano.
Prvo sistematično zbiranje Urartskih napisov in s tem začetek urartologije kot specializiranem področju sega v 1870-ta, s kampanjo Sira Archibalda Henryja Saycea. Nemški inženir Karl Sester, odkritelj Mount Nemrut, je zbral več napisov v letih 1890/1. Waldemar Belck obiskal območje leta 1891, odkril Rusa stelo. Načrtovano odpravo za leto 1893 je preprečila turško-armenska sovražnost. Belck je skupaj z Lehmann-Hauptom znova obiskal območje 1898/9 in izkopaval Toprakkale. Na tej ekspediciji je Belck našel stelo Kelishin, vendar so ga napadli Kurdi in jim je komaj pobegnil. Belck in Lehmann-Haupt sta v drugem poskusu ponovno našla stelo, vendar pa so vremenske razmere ponovno preprečile kopiranje napisa. Drugi napad na Belcka je izzval diplomatsko posredovanje Viljema II. pri sultanu Abdul Hamidu II., in so se dogovorili, da Belck plača vsoto 80.000 zlatih mark odškodnine. Med prvo svetovno vojno je regija Van na kratko padla pod ruski nadzor. Leta 1916 sta ruska znanstvenika Nikolaj Jakovlevich Marr in Josif Abgarovich Orbeli izkopavala na utrdbi Van, odkrila štiristransko stelo s knjigovodsko kroniko Sardurija II.. Leta 1939 je Boris Borisovič Piotrovsky izkopaval pri Karmir-Bluru in odkril Teishebaini, mesto boga vojne, Teišeba. Leta 1938-40 je izkopavanja ameriških znanstvenikov Kirsoppa in Silve Lake skrajšala druga svetovna vojna in večina najdb in evidenc se je izgubila, ko je nemška podmornica torpedirala ladjo, SS Athenia. Preživele dokumente je leta 1977 objavil Manfred Korfmann. 
Nova faza izkopavanj se je začela po drugi svetovni vojni. Izkopavanja so bila sprva omejena na sovjetsko Armenijo. Trdnjavo Karmir Blur, ki datira iz časa vladanja Rusa II., je izkopal z ekipo Boris Piotrovsky in prvič so bile sistematično objavljene njihove ugotovitve. Začetek leta 1956 Charles Burney identificiral in skiciral mnogo urartskih meste v območju jezera Van, iz leta 1959 je turška ekpedicija pod vodstvom Tahsina Özgüça izkopala Altintepe in Arif Erzen.
V poznih 1960 so izkopali urartska območja v severozahodnem Iranu. Leta 1976 je italijanska ekipa z Mirjo Salvini, ki jo je spremljala močno vojaško spremstvo, končno rešila stelo Kelishin. Zalivska vojna je nato zaprla ta območja za arheološke raziskave. Oktay Belli je nadaljeval izkopavanja urartskih mest na turškem ozemlju: v letu 1989 Ayanis, trdnjavo Rusas II. iz 7. stoletja pred našim štetjem, ki je bila odkrita 35 km severno od Vana. Kljub izkopavanjem, so arheologi pregledali (Wartke 1993) le tretjino do polovice od 300 znanih urartskih območij v Turčiji, Iranu, Iraku in Armenijo. Brez zaščite so mnogo lokacij oplenili lokalni prebivalci, ko so iskali zaklade in druge starine.

## Zgodovina

### Izvor
Asirski napisi Šalmaneserja I. (c. 1274 pr. n. št.) prvi omenjajo Uruartri kot eno izmed držav Nairi, ohlapna konfederacija malih kraljestev in plemenskih držav v Armenskem višavju v 13. do 11. stoletju pred našim štetjem, ki jih je osvojil. Uruartri so bil v regiji okrog jezera Van. Članice Nairi so bile večkrat podvržene nadaljnjim napadom in vdorom Asircev, zlasti v času vladanja Tukulti-Ninurta I. (c. 1240 pr. n. št.), Tiglat-Pileser I. (c. 1100 pr. n. št.), Ašur-bel-kala (c. 1070 pr. n. št.) , Adad-nirari II. (c. 900 pr. n. št.), Tukulti-Ninurta II. (c. 890 pr. n. št.), in Ašurnasirpal II. (883-859 pred našim štetjem).
Urartu se je ponovno pojavil v asirskih napisih že v 9. stoletju pred našim štetjem kot močan severni tekmec Asiriji. Nairi države in plemena so postala enotno kraljestvo pod kraljem  Aramujem (c. 860 - 843 pred našim štetjem), katerega glavno mesto Arzaškun so zasedli Asirci pod Šalmaneserjem III.. Približni sodobniki Uruartri, ki so živeli samo na zahodu vzdolž južne obale Črnega morja, so bili Kaskijci znane iz hetitskih virov.

### Razvoj
Začasni mrk Asircev v prvi polovici 8. stoletja pred našim štetjem, je pomagal rasti Urartu, saj je postal največja in najmočnejša država na Bližnjem vzhodu, ki je bila dosežena v kratkem času. [24]
Sarduri I. (c 832 -. 820 pr. n. št.), sin kralja Aramuja, se je uspešno upiral asirskim napadom na jugu, ki jih je vodil Šalmaneser III., utrdil vojaško moč države in preselil glavno mesto v Tušpa (danes Van, na obali jezera Van). Njegov sin, Ispuini (c. 820-800 pred našim štetjem), je zavzel sosednjo državo Musasir in postavil svojega sina Sardurija II. za podkralja; Mušašir je kasneje postalo pomembno versko središče Urartskega kraljestva. Ispuini je nato napadel Šamši-Adada V. Njegov naslednik Menua (c 800. - 785 pr.n.št.) je prav tako močno razširil kraljestvo in zapustil napise po vsem območju. Urartu je dosegel najvišjo točko svoje vojaške oblasti pod Menuovim sinom Argištijem I. (c 785 -. 760 pred našim štetjem), in postal ena od najmočnejših kraljestev starodavnega Bližnjega vzhoda. Argišti je dodal več ozemlja vzdolž reke Araxes in Sevan in preprečil pohod Šalmaneserja IV. zoper njega. Argišti je ustanovil tudi nekaj novih mest, predvsem Erebuni 782 pred našim štetjem. 6600 ujetih sužnjev je gradilo to novo mesto.
Na svojem vrhuncu se je Urartu kraljestvo raztezalo severno onkraj reke Aras (grško: Araxes) in Sevan, ki zajema današnjo Armenijo in celo južni del Gruzije (npr. Qulha) skoraj do obal Črnega morja, zahodno do virov Evfrata, vzhodno do današnjega Tabriza, Urmijskega jezera in še čez in južno do izvirov Tigrisa.
Tiglat Pileser III asirski je osvojil Urartu v prvem letu svojega vladanja (745 pred našim štetjem). Tam so Asirci našli konjenike in konje, žrebeta udomačili za vožnjo, kar je bilo edinstveno na jugu, kjer so jih uporabili za asirskih vojne vozove. 

### Nazadovanje in okrevanje
Leta 714 pred našim štetjem je Urartu kraljestvo močno trpelo zaradi napadov nomadskih Kimerijcev iz severa in pohodov  Sargona II. asirskega. Glavni tempelj v Mušaširju je bil opuščen in urartskega kralja Rusa I. je strahovito porazil od Sargon II. pri Urmijskem jezeru. Nato je storil samomor.
Rusov sin Argišti II. (714-685 pred našim štetjem) je obnovil položaj Urartuja zoper Kimerijce, z Asirijo je bil dosežen mir z novim asirskim kraljem Senaheribom 705 pred našim štetjem. To pa je pomagalo Urartu, da se je začelo dolgo obdobje razvoja in blaginje, ki se je nadaljevalo skozi vladavino Argištijevega sina Rusa II. (685-645 pred našim štetjem).
Po Rusu II. pa je Urartu postal šibkejši zaradi stalnih napadov Kimerijcev in Skitov. Zato je postal odvisen od Asirije, in kot je razvidno se je Rusa II. sin, Sardur III. (645-635 pred našim štetjem), obnanašal do asirskega kralja Asurbanipala kot da je njegov "oče". 

### Padec
Glede na Urartsko epigrafiko, so Sardurju III. sledili trije kralji - Erimena (635-620 pr. n. št.), njegov sin Rusa III. (620-609 pred našim štetjem) in njegov sin Rusa IV. (609-590 ali 585 pred našim štetjem). Pozno v 600-tih pr. n. št. (med ali po vladanju Sardurja III.), so v Urartu vdrli Skiti in njihovi zavezniki Medijci. Leta 612 pred našim štetjem so medijski kralj Cyaxares Veliki skupaj z Nabopolasarjem iz Babilona in Skiti osvojili Asirijo, potem ko je bila ta močno oslabljena zaradi državljanske vojne. Medijci so nato do 585 pred našim štetjem prevzeli urartsko glavno mesto Van in s tem se dejansko konča suverenost Urartu.  Glede na armensko izročilo so Medijci pomagali Armencem vzpostaviti dinastijo Orontid. Mnoge urartske ruševine kažejo uničenje z ognjem. To bi pomenilo dva scenarija, bodisi so Medijci pozneje osvojili Urartu, ali je Urartu ohranil svojo neodvisnost in moč, skozi zgolj dinastične spremembe, ko so lokalne armenske dinastije (kasneje imenovana Orontidi) strmoglavile vladajočo družino s pomočjo medijske vojske. Antični viri podpirajo zadnjo različico: Ksenofont na primer navaja, da je Armenija, ki ji je vladal Orontidski kralj, ni bila osvojena do vladanja srednjega kralja Astyagesa (585- 550 BC) - dolgo po Medijski invaziji v poznem 7. st. pr. n. št.  Podobno je zapisal Strabon, da "v antičnih časih je Velika Armenija vladala celotni Aziji, potem ko je razbila imperij Sircev, toda kasneje, v času Astyagesa, je bila prikrajšana za to veliko avtoriteto ... " 
Srednjeveške armenske kronike potrjujejo grške in hebrejske vire. Zlasti Movses Khorenatsi piše, da je armenski princ Paruyr Skayordi pomagal Medijskemu kralju Cyaxares in njegovim zaveznikom osvojiti Asirijo, za kar ga je Cyaxares priznal kot kralja Armenije, medtem ko so Medijci osvojili Armenijo šele mnogo kasneje, pod Astyagesom. 
Urartu je bil uničena bodisi 590 BC ali 585 pred našim štetjem. Do konca 6. stoletja je bil Urartu zagotovo nadomeščen z Armenijo. 

## Gospodarstvo in politika
Gospodarska struktura Urartu je bila podobna drugim državam antičnega sveta, še posebej za Asiriji. Država je bila močno odvisna od kmetijstva, ki se zahtevalo centraliziran napor namakanja. Ta dela so upravljali kralji, pri njihovem izvajanju so sodelovali brezplačno prebivalci in morda zaporniki kot sužnje. Kraljevi guvernerji so skrbeli za dotok ljudi. Posamezna območja znotraj države so morala plačati davke osrednji vladi v žitu, konjih, bikih, itd. V miru je Urartu verjetno vodil aktivno trgovino z Asirijo, ki je zagotavljala govedo, konje, železo in vino.

### Kmetijstvo
| | | | |                         |
| Del železih vil, ki so se nahajale v bližini jezera Van v železnem lemežu, Rusahinili (Toprakkale). | Del železih vil, ki so se nahajale v bližini jezera Van v železnem lemežu, Rusahinili (Toprakkale). | Del železih vil, ki so se nahajale v bližini jezera Van v železnem lemežu, Rusahinili (Toprakkale). | Del železih vil, ki so se nahajale v bližini jezera Van v železnem lemežu, Rusahinili (Toprakkale). | Urartski drobilec zrnja |

Glede na arheološke podatke se je kmetovanje na ozemlju Urartu začelo razvijati v neolitiku, celo v 3. tisočletju pred našim štetjem. V urartskih časih je bilo kmetijstvo dobro razvito in je bilo tesno povezano z asirsko glede izbire kultur in načinov obdelave.  Iz klinopisnih virov je znano, da je v Urartu rasla pšenica, ječmen, sezam, proso, pira in gojili so vrtove in vinograde. Mnoge regije v državi Urartu so potrebovale umetno namakanje, ki so ga vladarji Urartu v času razcveta države uspešno organizirali. V številnih regijah so še vedno stari namakalni kanali iz časa Urartu, predvsem iz časa Argištija I. in Menua, od katerih so nekateri še vedno v uporabi za namakanje

## Umetnost in arhitektura
Obstaja več ostankov kamnitih arhitektur, kot tudi nekatere iz blatne opeke, še posebej, ker je zgorela, kar jo je pomagalo ohraniti. Kamnite ostanki so predvsem utrdbe in zidovi, s templji in mavzoleji in številne v kamen vklesane grobnice. Slog, ki se je razvil, kaže izrazit značaj, deloma zaradi večje uporabe kamna v primerjavi s sosednjimi kulturami. Tipični tempelj je bil kvadraten, s kamnitimi debelimi zidovi in odprtim notranjim prostorom, vendar z uporabo blatne opeke v višjih predelih. Te so bile na najvišji točki citadele in iz ohranjenih se vidi, da so bili visoki, morda z dvokapno streho; njihov poudarek na vertikalnosti je imel vpliv na kasnejšo krščansko armensko arhitekturo. 
Umetnost Urartu je še posebej znana po finih bronastih predmetih narejenih v tehniki izgubljenega voska: orožja, figurice, vrči, vključno z velikimi kotli, ki so bili uporabljeni za žrtvovanje, pribor za pohištvo in čelade. Obstajajo tudi ostanki slonovine in rezbarije iz kosti, freske, cilindrični pečati in seveda lončenina. Na splošno je njihov slog nekoliko manj prefinjena mešanica vplivov sosednjih kultur. Arheologija je dala relativno malo primerov nakita iz plemenitih kovin.

## Religija
S širjenjem urartskega ozemlje, so častili veliko bogov osvojenih narodov in ki so bili vključeni v urartski panteon, kot sredstvo za potrditev priključitve ozemlja in spodbujanje politične stabilnosti. Čeprav so mnogi urartski kralji zavojevali dežele na severu, kot je regija Sevan, so mnogi izmed bogov teh ljudstev ostali izključeni. To se je najverjetneje zgodilo zato, ker so Urarti menili, da so ljudje na severu barbari. Dobri primeri registriranih božanstev sta boginja Bagvarti (Bagmaštu) in Selardi. Na Mheri-Dur ali Meher-Tur ("Vrata v Mehr"), s pogledom na sodobni Van, napis navaja skupno 79 božanstev in kakšne vrste žrtveno daritev je treba za vsako; koze, ovce, govedo in druge živali so služile kot žrtvena daritev. Urarti niso žrtvovali ljudi.  
Panteon je vodila triada, sestavljena iz boga Ḫaldi (vrhovni bog), Theispas (Teisheba) bog groma in neviht, kot tudi včasih vojne in Shivini, sončni bog. Njihov kralj je bil tudi glavni duhovnik ali odposlanec Khaldija. Nekateri templji posvečeni Khaldiju so bili del kraljevega palačnega kompleksa, drugi pa so bili samostojne strukture.
Nekateri glavni bogovi in boginje so bili:
- Ḫaldi (dḪaldi, znan tudi kot Khaldi) je bil eden od treh glavnih božanstev Ararata (Urartu). Njegovo svetišče je bilo na Ardini.
- Theispas (znan tudi kot Teisheba ali Teišeba) z Kumenu je Araratski (Urartski) bog vremena, predvsem bog nevihte in strele.
- Shivini ali Artinis (sedanja oblika imena je Artin, kar pomeni "ne narašča" ali "buden") je bil sončni bog v mitologiji Urartu
- Arubani je boginja plodnosti in umetnosti. Bila je tudi žena njihovega vrhovnega boga Ḫaldija
- Tushpuea je boginja iz mesta Tushpa. Ona bi lahko bila žena sončnega boga Shivinina, saj sta oba navedena kot tretja, na seznamu moških in ženskih božanstev na napisu Mheri-dur.
- Bagmashtu (znana tudi kot Bagparti, Bagvarti, Bagbartu) je boginja in soprog ali soproga glavnega urartskega boga Haldija
- Selardi (Sielardi) je boginja Lune.

## Jezik
Urartijščina, uporabljen jezik v klinopisih Urartu, je bil ergativ-aglutinacijski jezik, ki ne pripada niti semitski niti indoevropski družini, ampak v hurro-urartsko družino. Ohranjenega v številnih napisih najdemo v območju kraljestva Urartu, napisan v asirskem klinopisu. Obstajajo tudi najdbe avtohtonih urartskih hieroglifov, toda to je še vedno negotovo. 
Urartski klinopisni napisi so razdeljeni v dve skupini. Manjšina je napisana v akadščini (uradni jezik Asirije). Vendar pa je glavnina klinopisov napisana v aglutinskem jeziku, konvencionalno imenovanem Urartščina, khaldianščina ali neo-hurrianščina, ki je bil povezan z Hurriani v Hurro-Urartiski družini in ni bil niti semitski niti indoevropski.
Za razliko od klinopisnih napisov, urartski hieroglifi ("besedila") niso bila uspešno razvozlana. Znanstveniki se zato ne strinjajo o tem, kakšen jezik je bil uporabljen v "besedilih" in ali celo sploh predstavlja pisanje.